# UNAVEM III
UNAVEM III, sigla dell'inglese United Nations Angola Verification Mission, è una missione di peacekeeping delle Nazioni Unite che iniziò ad operare in Angola nel 1995, durante la guerra civile che affliggeva il Paese. Il maggiore contributo alla missione venne dall'India che schierò un battaglione di fanteria di 1.000 uomini e un reparto di 200 uomini del genio. Gli altri cinque battaglioni, ciascuno operante in una diversa regione del Paese, provenivano da Bangladesh, Brasile, Uruguay, Zambia e Zimbabwe.
Il mandato era quello di assicurare il cessate il fuoco tra l'esercito dell'Angola e i ribelli dell'UNITA (União Nacional para a Independência Total de Angola), che a quella data controllavano la metà del territorio angolano e poi provvedere al dislocamento dei ribelli una volta che questi avessero deposto le armi. Successivamente, l'UNAVEM procedette a sminare e rimettere in funzione gran parte del sistema stradale del Paese.
La missione ebbe termine nel 1997, quando fu rimpiazzata dalla MONUA. È detta terza perché fu preceduta da UNAVEM I (1988-1991) e UNAVEM II (1991-1995).

## Link
- (EN) Sito ufficiale della missione, su un.org.

| Controllo di autorità | VIAF (EN) 500156677150333770001 |